# パラビ駅
パラビ駅（パラビえき）は、バングラデシュの首都であるダッカのパラビ地区にあるダッカメトロの駅である。

## 概要
2023年1月25日開業の駅である。

### 乗り入れ路線
乗り入れ路線はダッカメトロ6号線のみである。

### 駅周辺
バングラデシュ道路交通公社のバス停があり、乗り換えが可能である。また、駅周辺には大学などの教育施設もみられる。

## 歴史
- 2023年1月25日: 開業。